# قائمة الهجمات الصاروخية الفلسطينية على إسرائيل 2019
تعرض هذه القائمة الهجمات الفلسطينية بالصواريخ وقذائف الهاون على إسرائيل في عام 2019. انطلقت جميع الهجمات من قطاع غزة ما لم يُذكر خلاف ذلك. ولا تشمل هذه القائمة تقارير عن سقوط قتلى وجرحى جراء الهجمات الصاروخية وقذائف الهاون التي سقطت داخل غزة.

## مارس
في 14 مارس 2019، تم إطلاق صاروخين من قطاع غزة باتجاه تل أبيب. كان الحادث أول هجوم صاروخي على تل أبيب منذ الصراع بين إسرائيل وغزة عام 2014 اعترضت القبة الحديدية أحد الصواريخ.
في 25 مارس 2019: أطلق صاروخ من غزة وأصاب منزلا في مشميرت مما أدى إلى إصابة سبعة أشخاص. من المحتمل أنه كان صاروخ J80 محلي الصنع، وقد طار حوالي 120 كيلومترًا من رفح في جنوب غزة إلى مشميرت جنبًا إلى جنب مع بالونات حارقة.

## مايو
خلال الأسبوع الأول من شهر مايو، تم إطلاق 600 صاروخ على إسرائيل من قبل حماس أو منظمات أخرى. بدأ التصعيد بعد إطلاق 50 صاروخًا على إسرائيل من غزة في 4 مايو. وقتلت الصواريخ ثلاثة إسرائيليين وأصيب أكثر من 100 مدني إسرائيلي.

## يونيو
بعد خمسة أسابيع من الهدوء، أشعل وابل من البالونات الحارقة في 12 يونيو 6 حرائق غابات وألحق أضرارًا بالمزارع. وحمل بالون آخر قنبلة انفجرت فوق مدينة إسرائيلية ولم تتسبب في وقوع أي إصابات. ردا على ذلك، أعلنت إسرائيل إغلاقًا بحريًا يمنع الصيادين من الإبحار من غزة. وردا على ذلك في الليلة التالية، أُطلقت عدة صواريخ من غزة: اعترضت القبة الحديدية أحدها فوق مدينة في منطقة إشكول، بينما أصاب صاروخ لاحق أثناء النهار مدرسة يشيفا في سديروت وتسبب في أضرار جسيمة ولكن دون وقوع أي إصابات. ثم قصفت إسرائيل منشأة تحت الأرض تابعة لحماس في جنوب قطاع غزة.

## سبتمبر
أصيب سبعة مدنيين فلسطينيين بعد إطلاق صاروخ من قطاع غزة فشل في إطلاقه، وأصاب منزلا في القطاع.

## نوفمبر
في 12 نوفمبر، أطلقت حركة الجهاد الإسلامي الفلسطينية 190 صاروخًا على إسرائيل من قطاع غزة، بما في ذلك صواريخ بعيدة المدى أطلقت باتجاه تل أبيب، مما أدى إلى إصابة عدد من المدنيين. جاء ذلك رداً على الاغتيال الإسرائيلي الذي استهدف قائد الجهاد الإسلامي في فلسطين بهاء أبو العطا في غزة. وردا على ذلك نفذت إسرائيل ضربات جوية وقصف مدفعي على قطاع غزة، ما أدى إلى مقتل وإصابة عدد من النشطاء والمدنيين.
أصابَ أحد الصواريخ الهيئة الفلسطينية المستقلة لحقوق الإنسان في غزة بعد انحرافه عن منصة الإطلاق.